# Campiglossa munroi
Campiglossa munroi este o specie de muște din genul Campiglossa, familia Tephritidae. A fost descrisă pentru prima dată de Erich Martin Hering în anul 1937.
Este endemică în Etiopia. Conform Catalogue of Life specia Campiglossa munroi nu are subspecii cunoscute.